# V1 (Geschwindigkeit)

Flugzeugstart, ohne Schaden (trockene Piste) und Schaden vor (trocken) bzw. nach (nass) v_{1}

Die Entscheidungsgeschwindigkeit (englisch decision speed) bezeichnet die maximale Geschwindigkeit eines startenden Flugzeuges, bis zu der das Flugzeug nach einem abgebrochenen Start noch sicher zum Stehen gebracht werden kann und damit ein Startabbruch zulässig ist. Sie wird international mit v1 abgekürzt.
Sie ist keine feste Geschwindigkeit, sondern hängt vom Flugzeug und dessen Beladung, vom gewählten Start und von den Wetterverhältnissen ab.

## Allgemeines
Gemäß den Zertifizierungsspezifikationen (CS) der Europäischen Agentur für Flugsicherheit (EASA) unterliegen zwei- und mehrmotorige Zubringerflugzeuge sowie große Strahltriebwerk-Flugzeuge den Regelungen hinsichtlich der Entscheidungsgeschwindigkeit.
Die Entscheidungsgeschwindigkeit ist so zu wählen, dass das jeweilige Flugzeug bis zum Erreichen dieser Geschwindigkeit nach einem Startabbruch auf der noch verbleibenden Startbahnstrecke zum vollständigen Stillstand gebracht werden kann, ohne dabei die Schubumkehr zu verwenden. Da die Entscheidungsgeschwindigkeit von verschiedenen – das Flugzeug, die Startbahn und das Wetter betreffenden – Parametern abhängig ist, ist sie für jedes Flugzeug und vor jedem Start individuell zu berechnen.

## Bestimmende Parameter
Die Entscheidungsgeschwindigkeit ist von verschiedenen Parametern abhängig. Neben der Gesamtmasse des Flugzeuges beim Start sind auch die Leistungsfähigkeit der Störklappen und der Fahrwerksbremsen zu berücksichtigen. Hinsichtlich der Startbahn sind die verfügbare Startlaufstrecke (take-off run available TORA) sowie deren Reibungskoeffizient (Gummi der Flugzeugreifen zum Beton bzw. Asphalt der Startbahn), der u. a. von der Rauhigkeit der Startbahn und herrschenden Witterungsbedingungen wie Regen und Schnee beeinflusst wird, zu beachten. Zudem spielt auch die Luftdichte eine Rolle, da diese sowohl den an der Tragfläche erzeugten Auftrieb als auch den Schub der Triebwerke beeinflusst.
Auf einer sehr langen oder auf einer (hypothetischen) unendlich langen Startbahn hat {\displaystyle v_{1}} trotz des ausreichenden Bremsweges eine obere Grenze, welche durch die zulässige Höchstgeschwindigkeit der Reifen gesetzt wird.

## Maßnahmen nach Überschreiten der Entscheidungsgeschwindigkeit
Wenn die Entscheidungsgeschwindigkeit überschritten ist und danach ein technischer Defekt am Flugzeug auftritt, darf der Start grundsätzlich nicht mehr abgebrochen werden. Alle Verkehrsflugzeuge müssen so konstruiert werden, dass sie auch nach Ausfall eines Triebwerkes den Startvorgang erfolgreich abschließen können, wenn die Entscheidungsgeschwindigkeit unter Nutzung aller Triebwerke überschritten wurde. Die sichere Abhebegeschwindigkeit {\displaystyle v_{2}} (englisch Take-Off Safety Speed), die in einer Höhe von 35 Fuß (10,7 Meter) gemessen wird, muss also auch bei Ausfall eines Triebwerkes erreicht werden können. Bei nasser Startbahn darf im Falle einer technischen Störung auch eine geringere Steigleistung in Kauf genommen werden, so dass {\displaystyle v_{2}} z. B. bei nur 15 Fuß (4,6 Meter) erreicht werden muss. Ein Startabbruch wäre riskanter, als den Start mit einem nach Überschreiten der {\displaystyle v_{1}} ausgefallenen Triebwerk fortzusetzen.

### Abbruch des Starts nach Überschreiten der Entscheidungsgeschwindigkeit
In manchen Fällen ist es sinnvoll, nach Überschreiten der Entscheidungsgeschwindigkeit trotzdem den Start abzubrechen. Nur wenn der Einsatz der Schubumkehr unmöglich ist, kommt es unausweichlich zum Verlassen der Startbahn, welches meist zum Totalverlust des Flugzeugs führt, aber mit weniger Verletzten und Toten. Die Entscheidung erfordert ein hervorragendes Situationsbewusstsein des Flugkapitäns, um sich in kürzester Zeit gegen eine geltende Regel zu entscheiden.
- Das Flugzeug ist flugunfähig. Man kann zwar noch weiter beschleunigen, nur um dann mit noch höherer Geschwindigkeit nicht vom Boden wegzukommen.
- Das Flugzeug ist unfähig, einen Landeanflug durchzuführen (schwerer technischer Defekt oder Manövrierunfähigkeit). Noch ist man auf dem Boden, wenn auch viel zu schnell.
- Drohende Flugzeugkollisionen.
- Sofern die Schubumkehr eingesetzt werden kann, kann möglicherweise das Flugzeug auch nach Überschreiten von V1 vor „Pisten-Ende“ rechtzeitig angehalten werden.

Beispiele
- Ypsilanti, Michigan, 8. März 2017, Ameristar-Charters-Flug-9363, Boeing MD-83: Höhenruder blockiert, 1 Verletzter.[6]
- München, 26. Dezember 1999, Douglas DC-9-83: Höhenruder blockiert, Maschine kam trotzdem auf den letzten Metern der Startbahn zum Stehen, da die Schubumkehr eingesetzt werden konnte.
- Bei einem blockierten Höhenruder kann die Schubumkehr eingesetzt werden.
- Ergibt sich nach Überschreiten von V1 jedoch ein Triebwerksausfall bzw. -schaden, wird das Verwenden der Schubumkehr zur Bremsunterstützung aufgrund der einseitigen Bremswirkung (Schleudergefahr) unmöglich. Hier ist es fast immer die beste Lösung, trotzdem zu starten.